# Асекеево (аэродром)
Асекеево — действующий аэродром Бугурусланского лётного училища в Асекеевском районе Оренбургской области. Расположен в 4 км юго-восточнее одноимённого села.

## История
Первые учебные полёты с курсантами на аэродроме Асекеево были выполнены 26 июля 1976 г. В течение 1976 года были оборудованы средствами посадки (ОСП) для полётов самолётов Як-40 два грунтовых аэродрома — «Бугуруслан-Главный» и «Асекеево». На аэродроме базировался летний лагерь Бугурусланского лётного училища ГА. Аэродром имел на тот момент ВПП, стоянки самолётов, казарму, баню, столовую, спортивные снаряды (лопинг, стационарное гимнастическое колесо, батут). В 90-х годах училище переживает трудные годы, в связи с этим руководством было принято решение законсервировать учебный лагерь, а в итоге совсем потеряло контроль. Вследствие инфраструктура лагеря была разграблена.
В настоящее время аэродром работает эпизодически в интересах БЛУГА только в летнее время года. Так же территория аэродрома используется как спортивный ипподром для конных скачек.
Администрация МО Асекеевский район ежегодно проводит национальный праздник сабантуй на территории аэродрома.